# Bujur Timur
Bujur Timur is een bestuurslaag in het regentschap Pamekasan van de provincie Oost-Java, Indonesië. Bujur Timur telt 11.592 inwoners (volkstelling 2010).